# Stefano Stefanopoli
Stefano Stefanopoli (auch Stefanopoli-Ragazzacci; * 16. Februar 1834 in Cargèse, Korsika; † 24. November 1895) war ein griechisch-katholischer Bischof.

## Leben
Stefano Stefanopoli wuchs in der griechisch-katholischen Gemeinde in Cargèse auf Korsika. Ab 1848 studierte er am Päpstliches Griechisches Kolleg vom Hl. Athanasius. Von 1865 bis 1867 war er Priester der Gemeinde von Cargèse. Er wirkte von 1868 bis 1894 als prelato ordinante per il rito bizantino an der Kirche Sant’Atanasio dei Greci in Rom, ab 1890 darin unterstützt von Giuseppe Schirò.
Am 25. September 1868 ernannte Papst Pius IX. Stefanopoli zum Titularerzbischof von Philippi. Die Bischofsweihe spendete ihn am 8. November 1868 Karl August von Reisach, Kardinalbischof von Sabina in Sant’Atanasio. Mitkonsekratoren waren Salvatore Nobili Vitelleschi, Bischof von Osimo e Cingoli, und Xavier de Mérode, Titularerzbischof von Melitene. Er nahm am Ersten Vatikanischen Konzil als Konzilsvater teil.

## Schriften
- Parabola del figliuol prodigo, tradotta in greco di Cargese, Corsica. Strangeways and Walden, London 1860.